# 圣安德肋圣殿 (维亚雷焦)

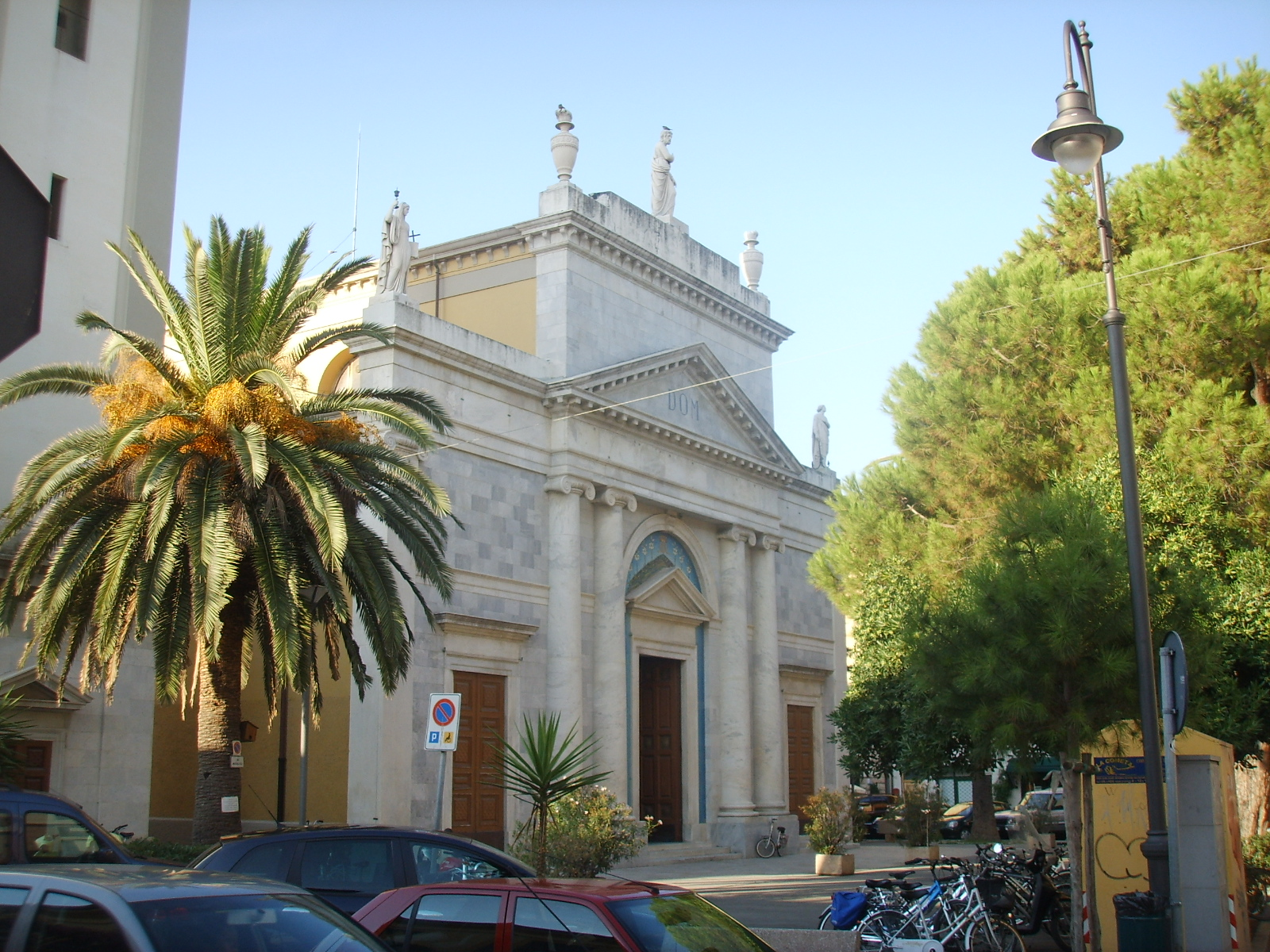
立面

圣安德肋圣殿（Basilica di Sant'Andrea）是一座罗马天主教宗座圣殿，位于维亚雷焦老城圣安德肋街55号。
1836年，卢卡公爵波旁的卡罗卢多维科宣布在维亚雷焦新建一座教堂，供奉圣安德肋。1839年，该堂被分配给圣母忠仆会，次年获额我略十六世批准。1842年该建筑由米歇尔·切尔韦利设计，为古典主义风格。卢卡总主教下令该堂脱离圣安多尼堂区，成为新的堂区。
教堂内有众多艺术品。
1963年6月该堂升格为宗座圣殿。

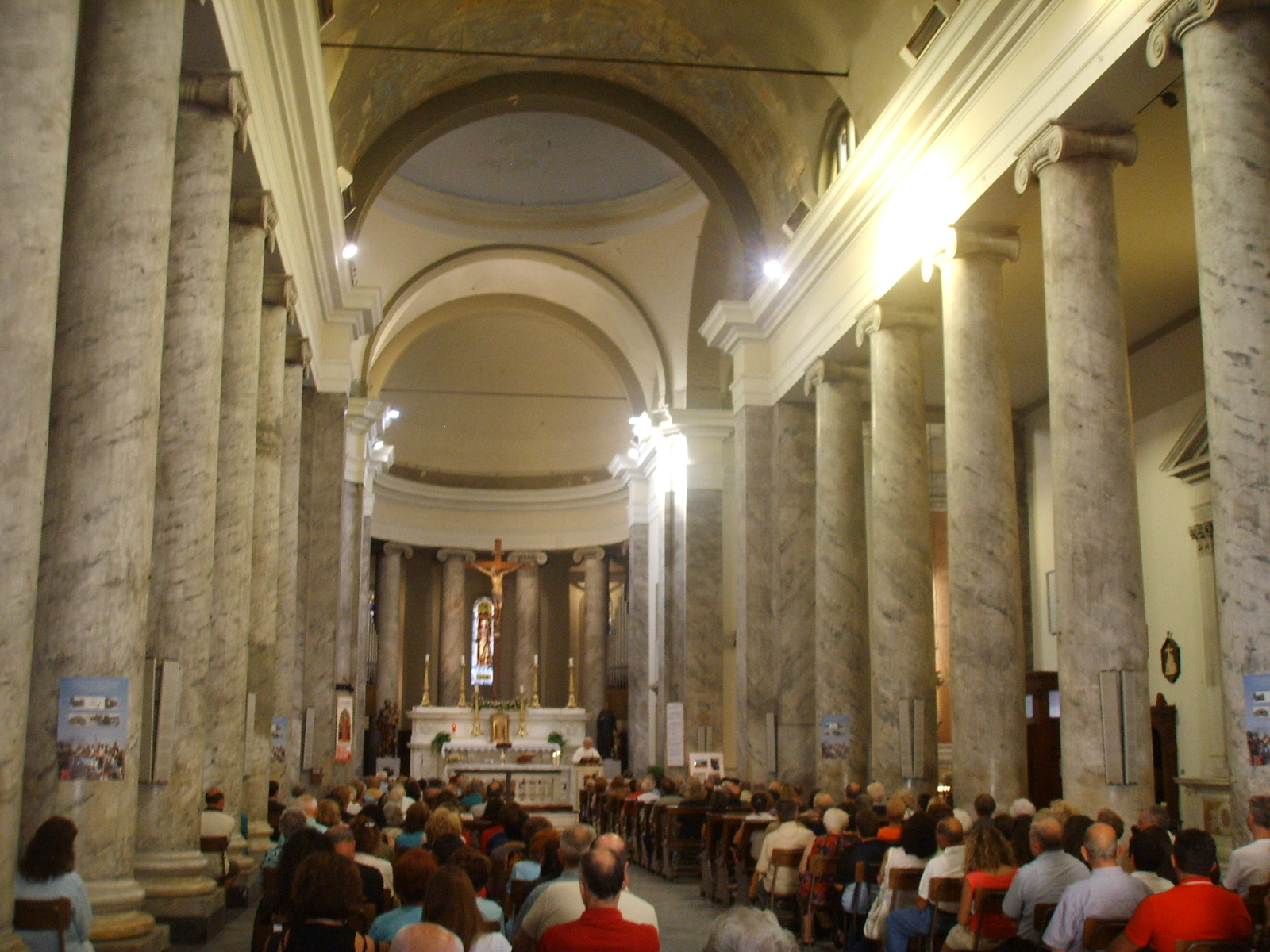
内部
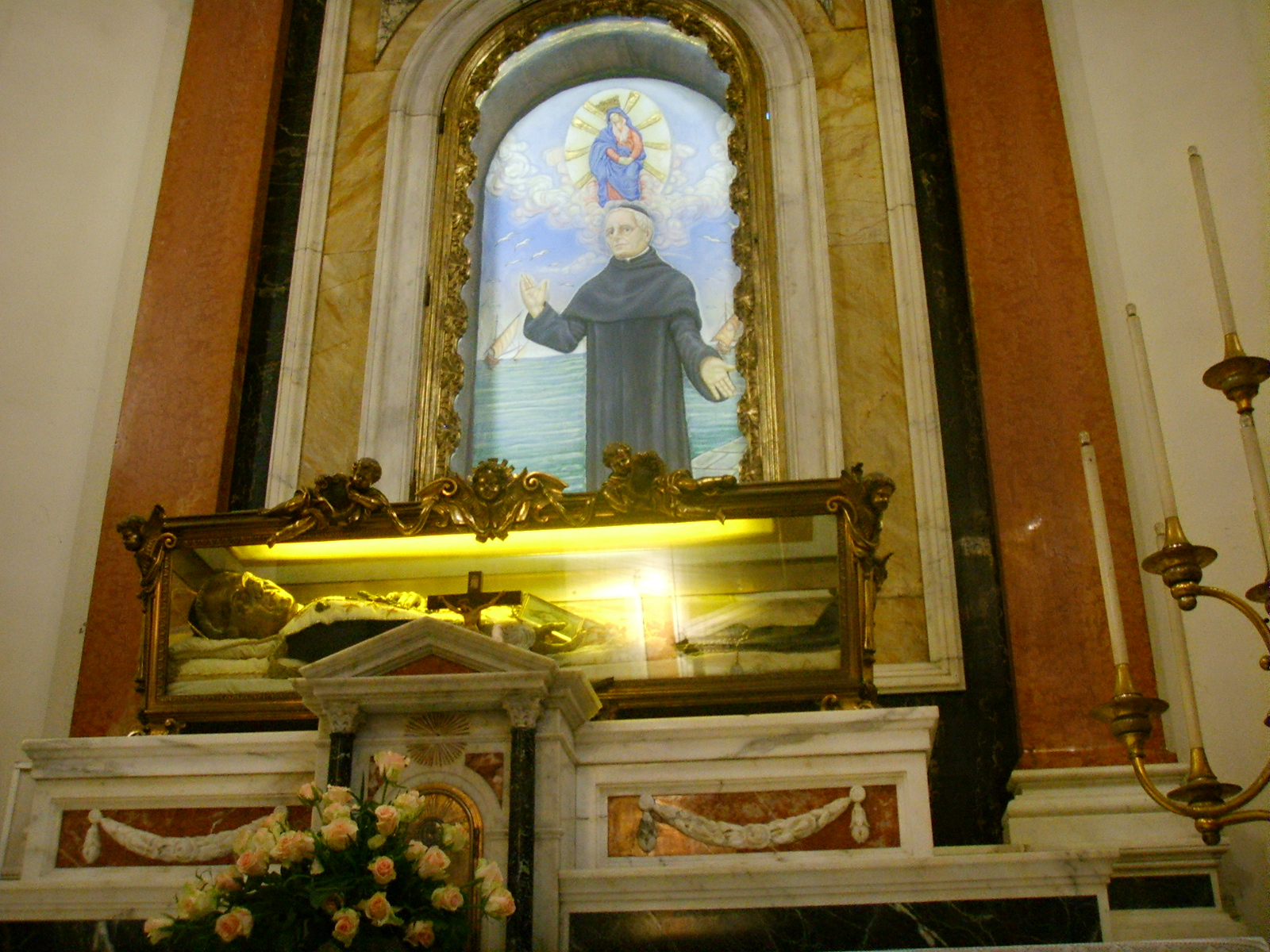
祭台
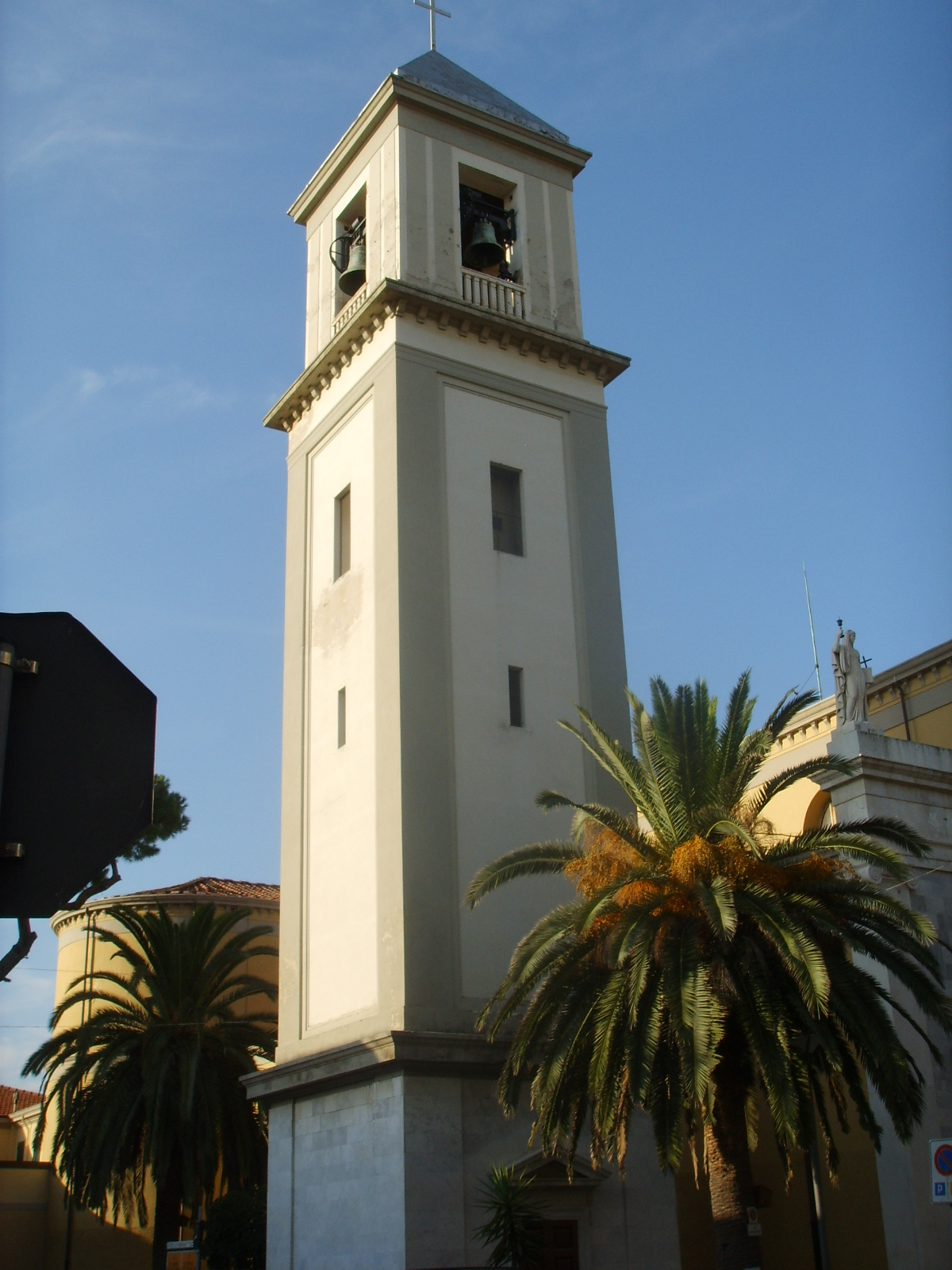
钟楼